# Социалистическая партия Сербии
Социалистическая партия Сербии (серб. Социјалистичка партија Србије) — одна из старейших партий посткоммунистической Югославии. Была правящей партией в Союзной республике Югославия с 1993 по 2000 год при Зоране Лиличе и Слободане Милошевиче. Была свергнута в результате Бульдозерной Революции 2000 года.

## История
Партия образована 16 июля 1990 года в результате слияния Союза коммунистов Сербии и Социалистического союза трудового народа Сербии. Первым её лидером стал Президент Югославии Слободан Милошевич.

Флаг Социалистической партии Сербии (1992-2003)

В 90-е годы партия была правящей в Сербии и Черногории. На выборах 1990 года партия получила более половины голосов избирателей, на последующих выборах в 1992, 1993 и 1997 годах также получала большинство голосов.
После Бульдозерной революции социалисты перешли в оппозицию. В 2001 году партия была обезглавлена из-за экстрадиции Слободана Милошевича в Гаагу. В 2003-2007 годах рейтинг партии постоянно колебался на уровне 5-6%.
На выборах 2008 года партия получила 7,6% голосов, что позволило рассчитывать на создание антипрезидентского правительства радикалов, демократов Воислава Коштуницы и социалистов. Однако вопреки всем ожиданиям, националистическая Социалистическая партия сформировала коалицию с противоположной ей по идеологии и традициям проевропейской Демократической партией Тадича и её союзниками. Это породило множество спекуляций и слухов о том, что демократы могли заплатить социалистам несколько миллионов динаров за создание коалиции для сохранения власти, поскольку после выборов возможность формирования антизападной коалиции в правительстве была как никогда в независимой Сербии близка, что означало бы кардинальную смену внешней политики Сербии, в том числе по отношению к вступлению в ЕС.
До 2006 года поддерживала тесные связи с «Югославскими левыми» — объединением 23 коммунистических и посткоммунистических групп бывшей Югославии, возглавляемым женой Милошевича. Ныне добивается вступления в Социалистический интернационал, однако этому противостоит Социал-демократическая партия Боснии и Герцеговины и ряд других членов Социнтерна.
С 2012 входит в состав коалиционного правительства Прогрессивной партии Сербии, Социалистической партии Сербии, движения Г17, Партии пенсионеров, Новой Сербии.

## Статистика на парламентских выборах
| Год  | %             | Мест в Скупщине |
| ---- | ------------- | --------------- |
| 1990 | 1 место 52,55 | 194             |
| 1992 | 1 место 28,77 | 101             |
| 1993 | 1 место 42,09 | 123             |
| 1997 | 1 место 34,26 | 110             |
| 2000 | 2 место 12,83 | 37              |
| 2003 | 7 место 7,61  | 22              |
| 2007 | 5 место 5,64  | 16              |
| 2008 | 4 место 7,58  | 11              |
| 2012 | 3 место 14,53 | 44              |
| 2014 | 2 место 13,49 | 44              |
| 2016 | 2 место 11,01 | 30              |